# Ermener Holz
Koordinaten: 51° 44′ 20″ N, 7° 28′ 57″ O
Das Naturschutzgebiet Ermener Holz liegt auf dem Gebiet der Stadt Lüdinghausen im Kreis Coesfeld in Nordrhein-Westfalen.
Das Gebiet erstreckt sich südöstlich der Kernstadt Lüdinghausen und östlich von Ermen, einer Bauerschaft der Stadt Lüdinghausen. Am nördlichen Rand des Gebietes verläuft die Landesstraße L 810, westlich verläuft die L 835 und fließt die Stever, nördlich fließt der Teufelsbach und erstreckt sich das 10,84 ha große Naturschutzgebiet Am Teufelsbach.

## Bedeutung
Das etwa 101,5 ha große Gebiet wurde im Jahr 2001 unter der Schlüsselnummer COE-043 unter Naturschutz gestellt. Schutzziele sind 
- die Erhaltung der naturnahen Hainbuchen-Eichenhainbuchenwälder und Buchenwälder,
- die Wiederherstellung von Feuchtwäldern,
- die Schließung der Entwässerungsgräben
- und der Umbau der Pappel- und Koniferenwälder in standorttypische Laubbestände.[1]